# Güney
Güney is een Turks district in de provincie Denizli en telt 12.422 inwoners (2007). Het district heeft een oppervlakte van 532,64 km².
De bevolkingsontwikkeling van het district is weergegeven in onderstaande tabel.
| 1997   | 2000   | 2007   |
| ------ | ------ | ------ |
| 14.767 | 13.718 | 12.422 |